# Hyloxalus chlorocraspedus
Hyloxalus chlorocraspedus é uma espécie de anfíbio da família Dendrobatidae. Ocorre no Brasil, no estado do Acre, e no Peru, na região de Ucayali.
Os seus habitats naturais são: florestas subtropicais ou tropicais húmidas de baixa altitude e marismas intermitentes de água doce. Está ameaçada por perda de habitat.